# Butterfly World

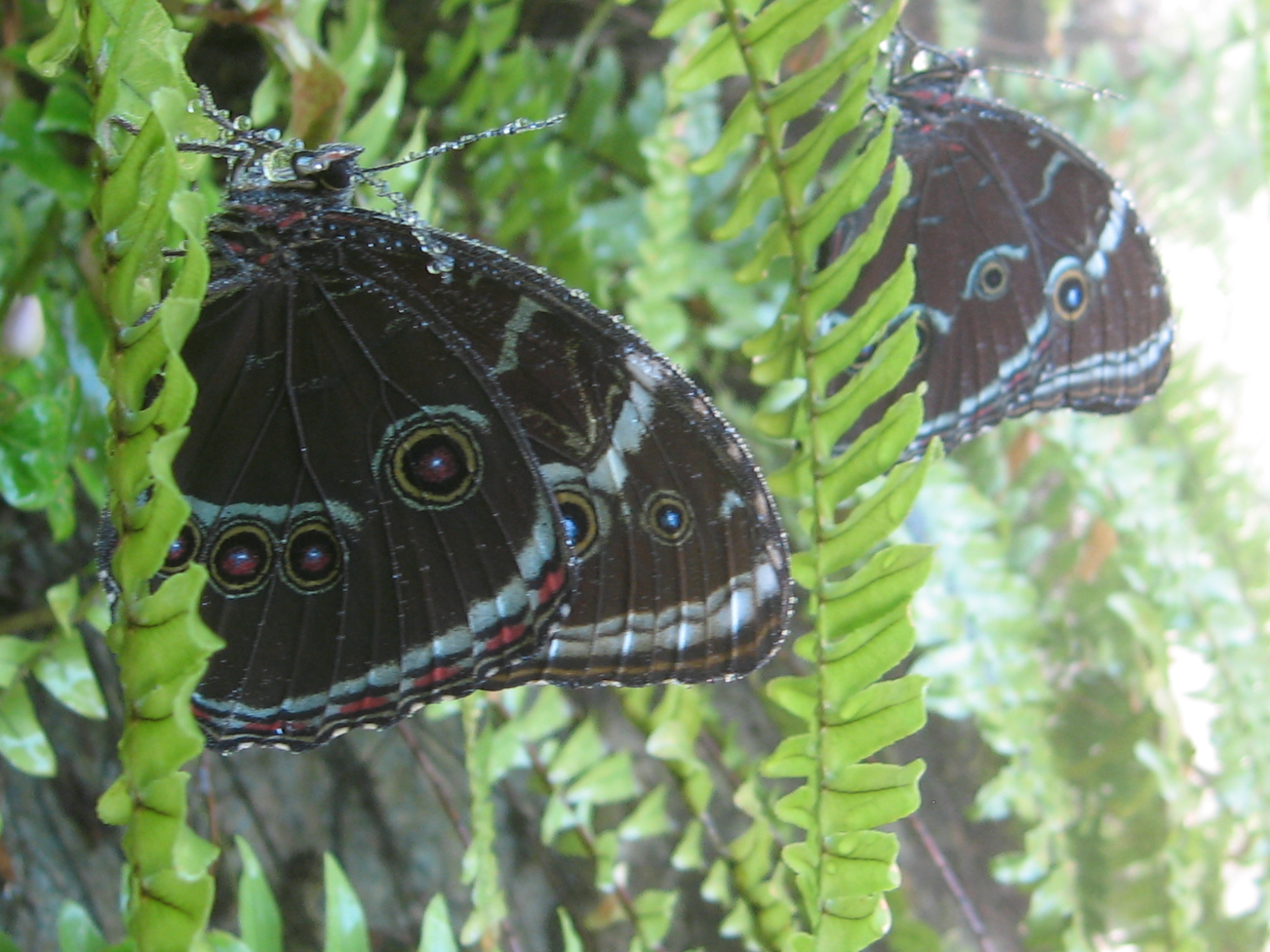
Morpho peleides in Butterfly World

Butterfly World is een dierentuin die is gelegen in het Tradewinds Park in Coconut Creek (Florida, Verenigde Staten). De dierentuin is opgericht door Ronald Boender en opende op 28 maart 1988 zijn deuren. Volgens eigen zeggen is het heden ten dage de grootste -in vlinders gespecialiseerde- dierentuin ter wereld. De dierentuin heeft een grote collectie vrij vliegende vlinders, kolibries, lori's en andere tropische vogels . Ook zijn er passiebloemen, Aristolochia en andere tropische planten te zien. De dieren zijn grotendeels in de buitenlucht te zien waar ze worden gehouden in volières.
Butterfly World huisvest het secretariaat van Passiflora Society International, een internationale vereniging van liefhebbers van passiebloemen die door Ronald Boender in 1990 is opgericht. Butterfly World verkoopt poppen van vlinders aan particulieren. Ook worden er passiebloemen verkocht.